# Paris z Lodronu
Paris hrabě z Lodronu (německy Paris Graf von Lodron, italsky Paride Lodron, 13. února 1586, hrad Noarna – 15. prosince 1653, Salcburk) byl rakouský šlechtic z původně italského rodu Lodronů z Trentina. Byl knížetem-arcibiskupem salcburského arcibiskupství v době třicetileté války. Zatímco většina Svaté říše během války přišla až o třetinu obyvatelstva, Paris z Lodronu dokázal díky chytré politice uchránit svou zemi válečného dění.

## Život

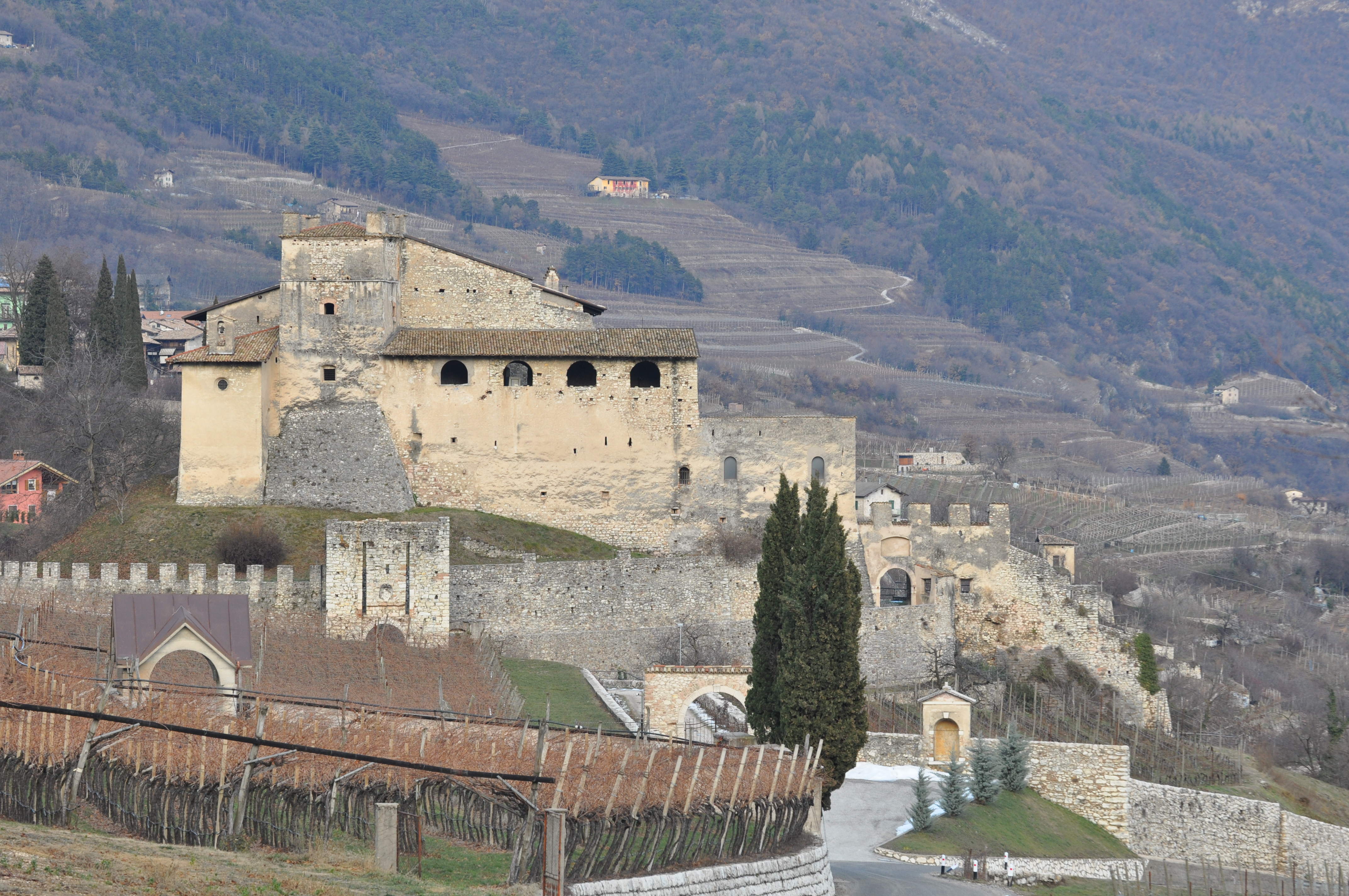
Castello di Noarna, místo narození Parida z Lodronu

Paris hrabě z Lodronu se narodil na hradě Noarna (Castelnuovo) jako syn hraběte Mikuláše (Nicolò) z Lodronu (1549, Castelnuovo – 10. listopadu 1621 Nogaredo), plukovníka císařské armády a místodržitele v Tyrolsku a jeho první manželky (od 27. května 1585) Dorotey z Welspergu (1559 – 4. listopadu 1615). Mikuláš z Lodronu nechal Castel Noarna rozšířit na barokní šlechtické sídlo a před rokem 1553 nechal postavit také Palazzo Lodron v Nogaredu.
Prostřednictvím svého bratra Kryštofa z Lodronu († 1660) byl Paris z Lodronu spřízněn také s knížecím rodem Lichtenštejnů, neboť jeho dcera Alžběta z Lodronu († 1688) byla matkou Eleonory Barbory z Thun-Hohensteinu († 1723), která se stala manželkou knížete Antonína Floriána z Lichtenštejna († 1721), prvního panovníka říšského knížectví Lichtenštejnsko, vzniklého v roce 1719.
V jedenácti letech odešel Paris studovat teologii do Tridentu a později do Boloni. V roce 1604 dokončil studia u jezuitů v Ingolstadtu. Stal se proboštem v Maria Saal (1611–1616) a v březnu 1614 byl vysvěcen na kněze. Na žádost arcibiskupa Markuse Sittika z Hohenemsu byl Paris z Lodronu zvolen katedrálním proboštem a prezidentem arcibiskupské dvorské komory a 13. listopadu 1619, ve věku 33 let, byl zvolen novým arcibiskupem salcburským. Biskupské svěcení přijal 23. května následujícího roku.
Paris z Lodronu nechal svého stavitele Santina Solariho postavit nejmodernější benátské opevnění ve městě i na venkově. Ve městě byl kolem Neustadtu nakreslen obranný pás pěti velkých bašt, který se táhl od Linzertoren přes oblast Franz-Josef-Straße k bývalému Mirabelltor a Kurgarten. Ve starém městě byly skály Mönchsbergu kolem dokola skrápěny (uhrazeny a vyhlazeny) a využity jako přírodní obranné zdi. Müllner Schanze tvořil konec starého města na levém břehu na severu. Pevnost Hohensalzburg byla rovněž významně rozšířena v souladu s novou obrannou technikou, přičemž byla posílena zejména okrajová díla (Nonnbergbasteien, Hasengrabenbastei, Katze).
V roce 1622 založil univerzitu v Salcburku, která dnes nese jeho jméno (Paris-Lodron-Universität). 17. prosince 1625 tuto novou univerzitu potvrdil papež Urban VIII.
Kromě toho také nechal vysoušet Itzlinský močál. Hlavním důvodem mohla být morová epidemie, která Salcburk zasáhla v roce 1625, neboť se věřilo, že je původ náhazy je v mlhách rašelinišť.

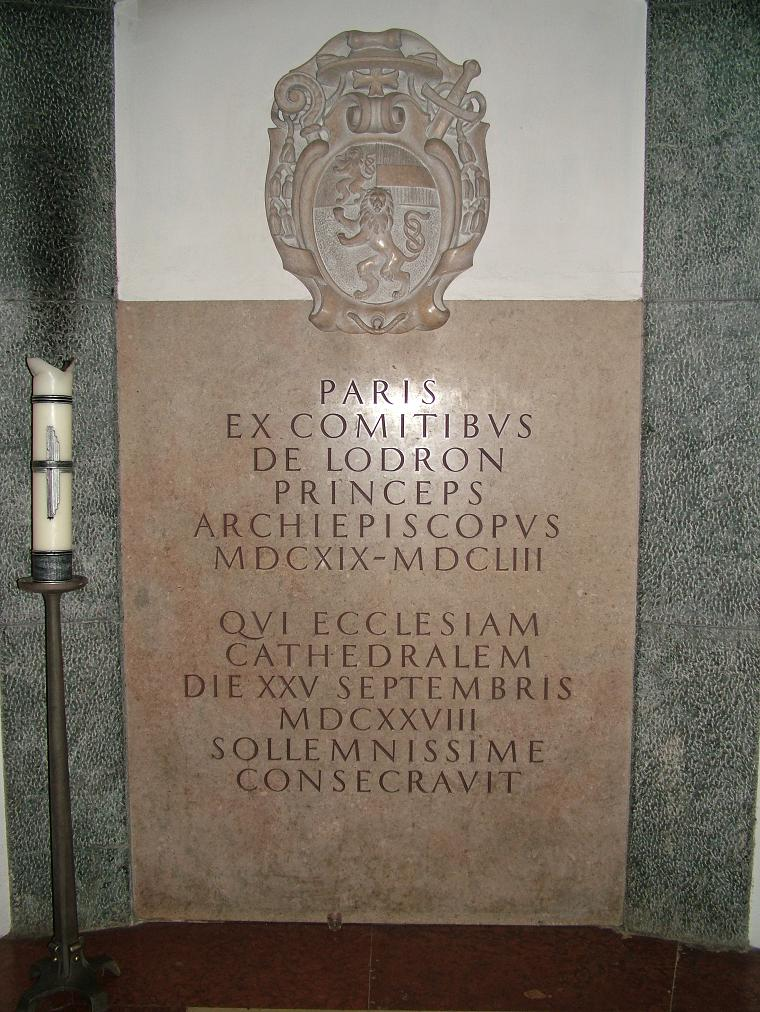
Hrob arcibiskupa Lodrona

Navzdory vojenským a politickým problémům své doby dokázal Paris z Lodronu nechat dokončit a umělecky vyzdobit salcburskou katedrálu. Vysvěcení katedrály 25. září 1628 bylo velkolepou osmidenní barokní slavností. Stavební činnost Parida z Lodronu v Salcburku dokumentuje knížecí rodový erb, který najdeme především na hradbách. Založil tři kolegiátní kláštery, v letech 1618 a 1621 v Laufenu, v roce 1633 v Tittmoningu a v roce 1631 Schneeherrenstift při salcburské katedrále.

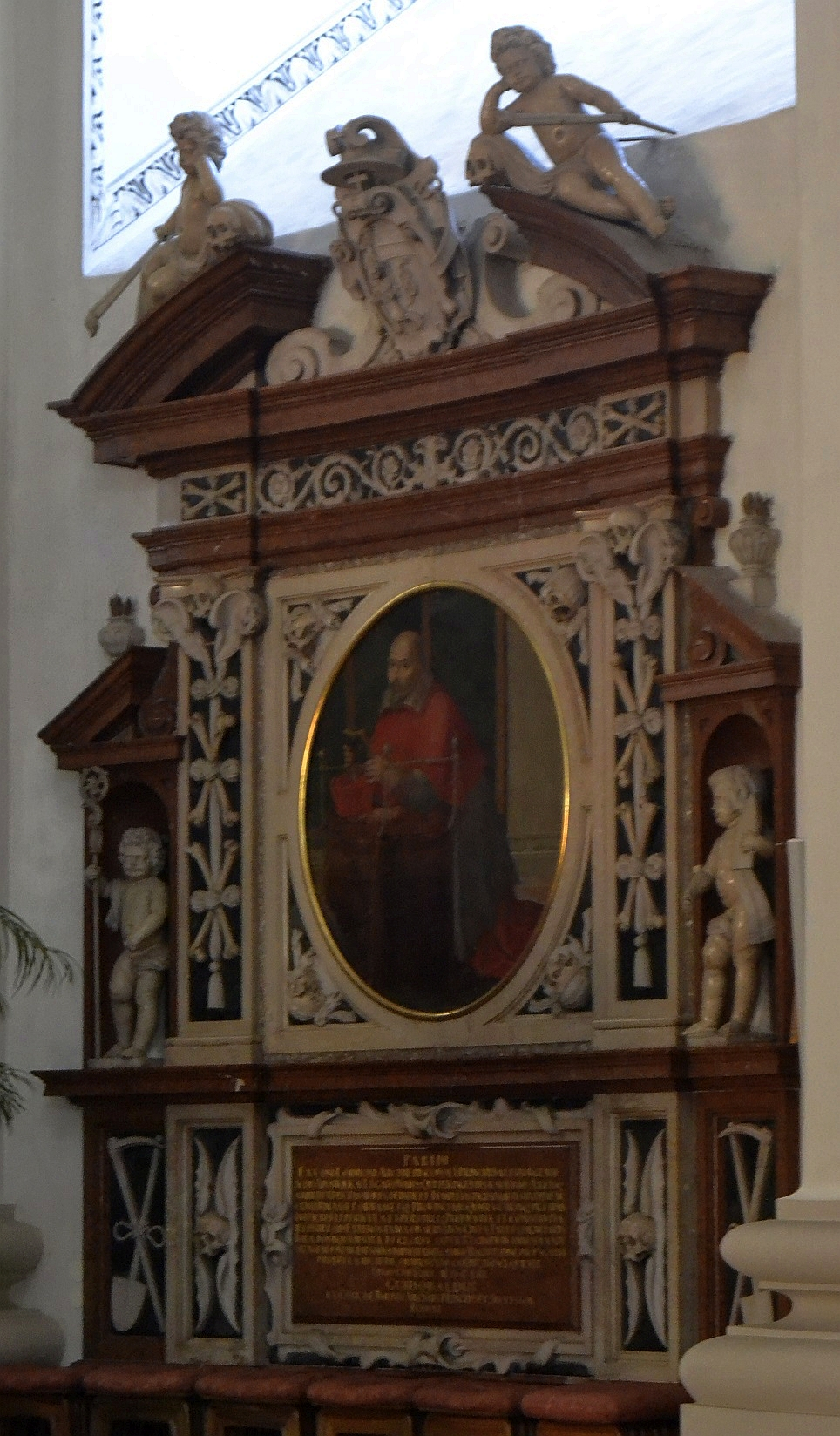
Památník arcibiskupa Lodrona v salcburské katedrále

Arcibiskup Paris z Lodronu zemřel v Salcburku (na zámku Mirabell) 15. prosince roku 1653 ve věku 67 let a byl pohřben v kryptě salcburské katedrály.

### Pocty

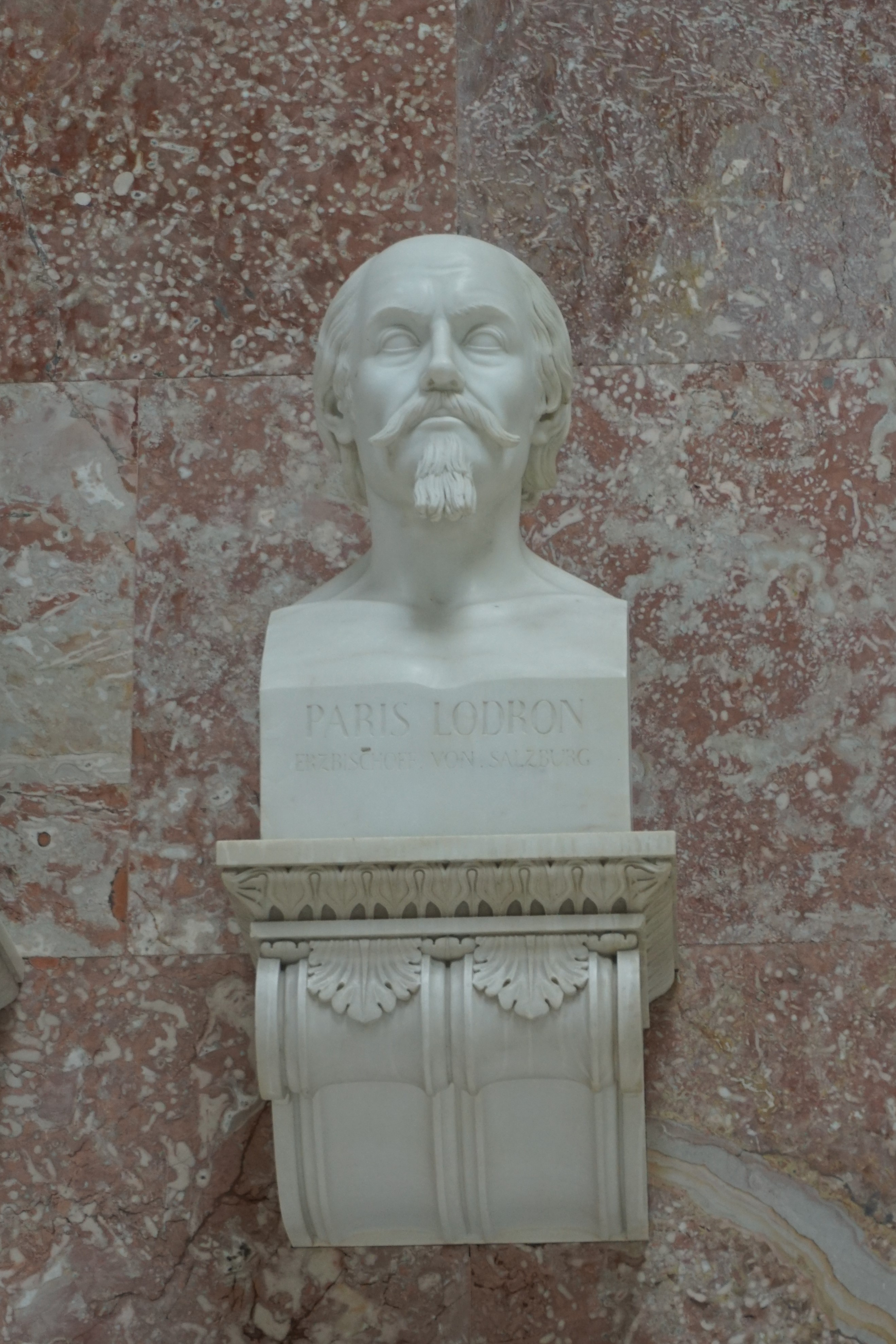
Busta 092 ve Walhalle

Paris z Lodronu byl jediným salcburským knížetem-arcibiskupem, jemuž se dostalo pocty od bavorského krále Ludvíka I. být přijat v řezenské Walhalle.
Město Salzburg na jeho počest pojmenovalo ulici Paris-Lodron-Strasse.

## Erb
Pro knížecí rodový erb Lodronů je charakteristický lev s ocasem zauzleným ve tvaru preclíku. 

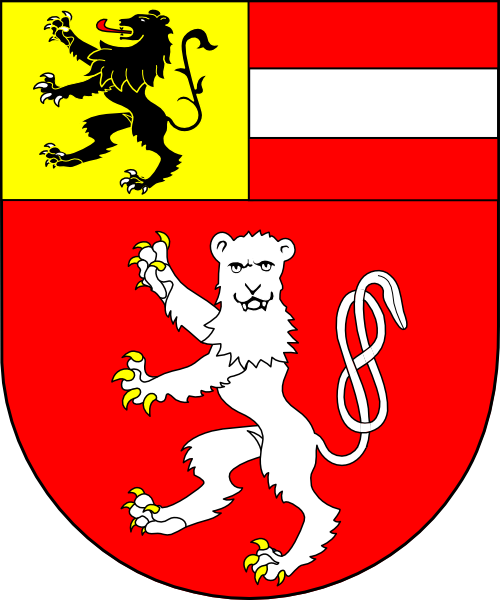
Osobní erb knížete-arcibiskupa Lodrona
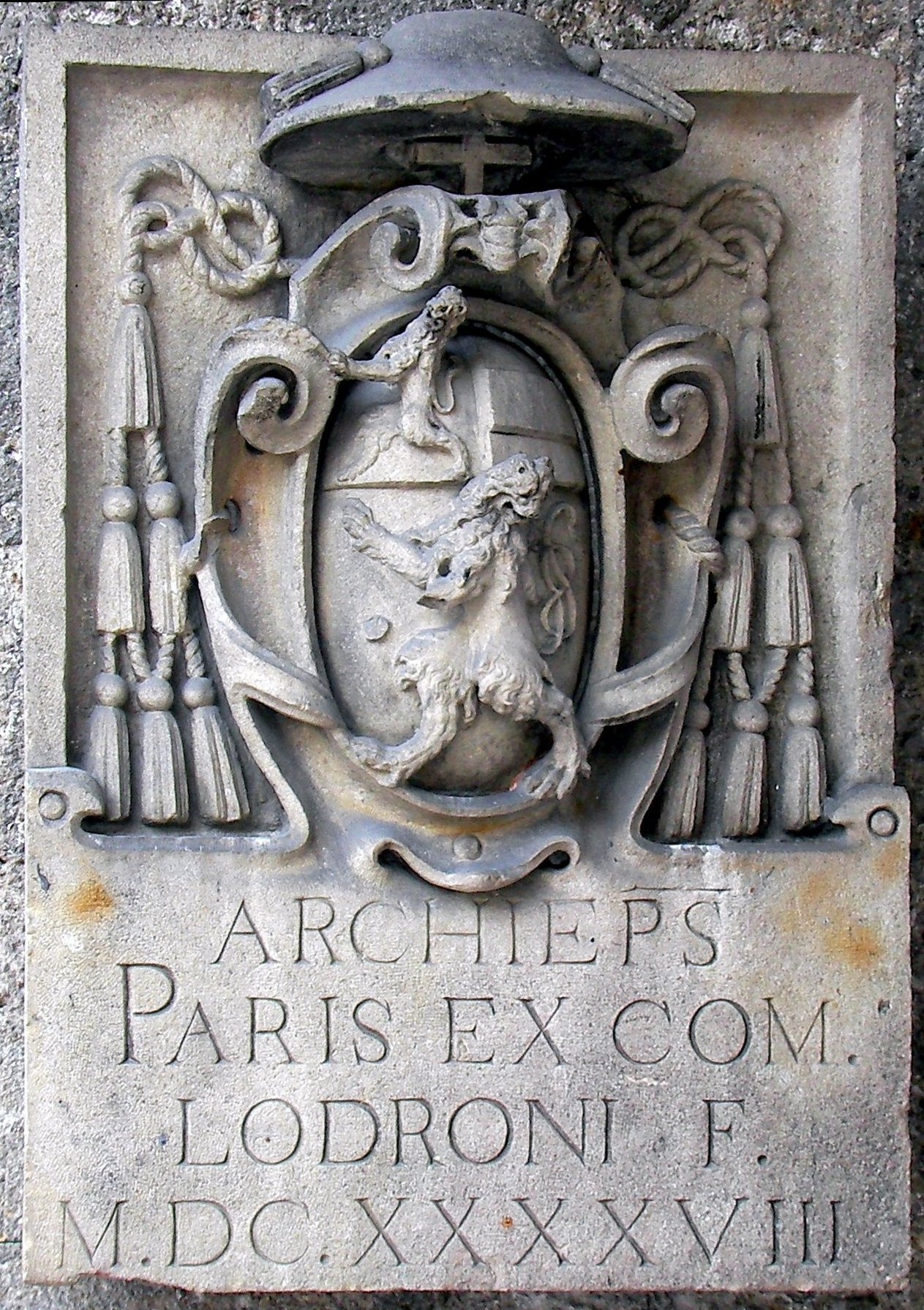
Erb ve vysokém reliéfu
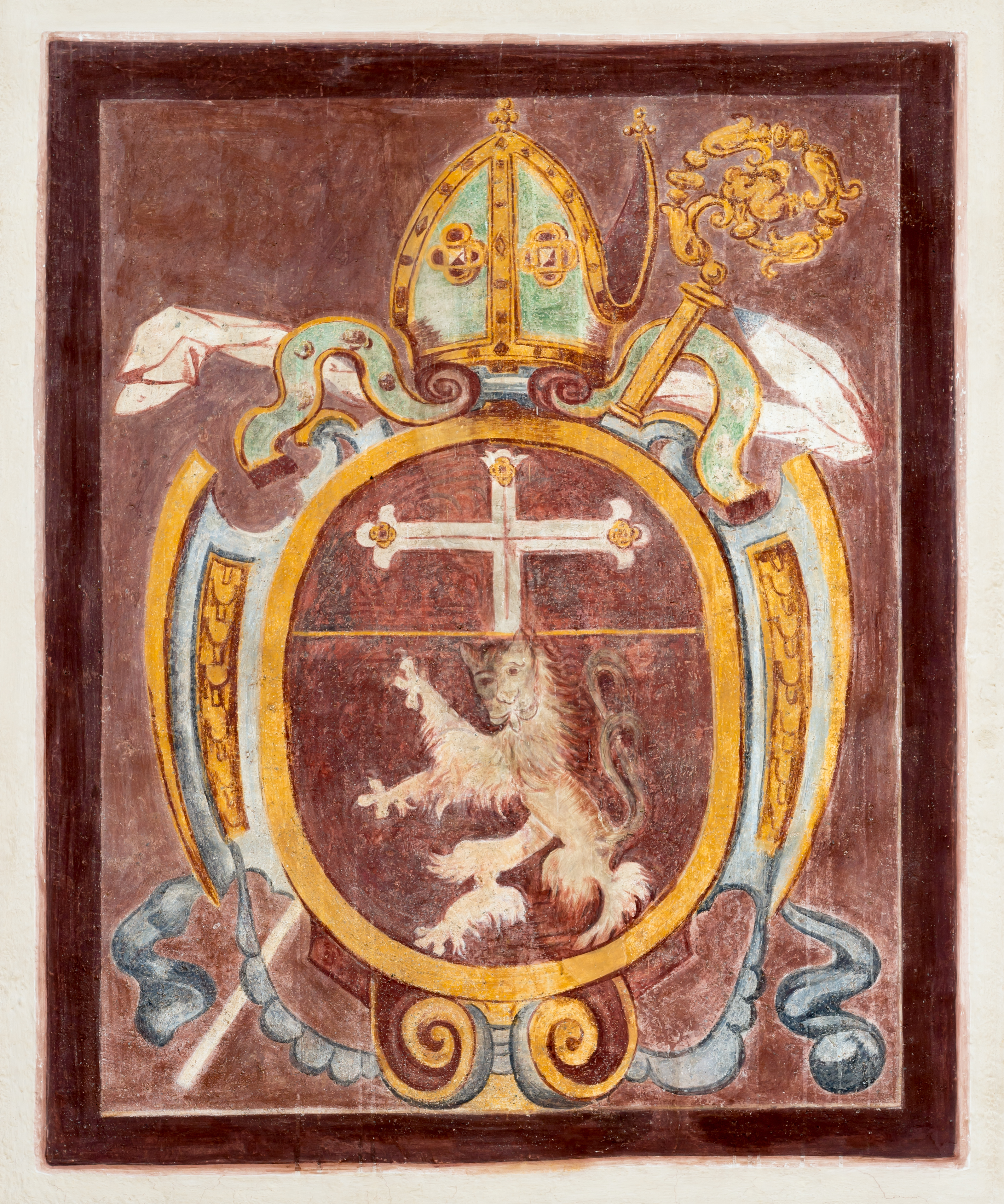
Erb na kapitulním domě v Maria Saal